# Challenge IAAF du lancer de marteau 2016
Navigation
Édition précédente Édition suivante
Le Challenge IAAF du lancer de marteau 2016 est la 7e édition du Challenge IAAF du lancer de marteau.
Organisé par l'IAAF, il désigne les meilleurs spécialistes de l'année 2016 dans la discipline du lancer de marteau. Le classement final est établi en totalisant les 3 meilleurs jets obtenus lors des différentes compétitions figurant au calendrier.

## Calendrier
| Date              | Meeting                                 | Lieu                  | Hommes/Femmes |
| ----------------- | --------------------------------------- | --------------------- | ------------- |
| 5 mars 2016       | Melbourne World Challenge               | Melbourne             | H             |
| 7 mai 2016        | Jamaica International Invitational      | Kingston              | F             |
| 18 mai 2016       | Beijing World Challenge Meeting         | Pékin                 | F             |
| 19 mai 2016       | Golden Spike Ostrava                    | Ostrava               | H/F           |
| 25 mai 2016       | IAAF World Challenge Dakar              | Dakar                 | H/F           |
| 28 mai 2016       | Prefontaine Classic                     | Eugene                | H             |
| 18 juin 2016      | Mémorial Janusz-Kusociński              | Szczecin              | H/F           |
| 19 juin 2016      | Grande Premio Brasil Caixa de Atletismo | São Bernardo do Campo | F             |
| 29 juin 2016      | Paavo Nurmi Games                       | Turku                 | H             |
| 18 juillet 2016   | Mémorial István-Gyulai                  | Székesfehérvár        | H/F           |
| 5 au 21 août 2016 | Jeux olympiques                         | Rio de Janeiro        | H/F           |

## Résultats

### Hommes
| Meeting        | Premier                 | Deuxième                     | Troisième                 |
| -------------- | ----------------------- | ---------------------------- | ------------------------- |
| Melbourne      | Matthew Denny 68,63 m   | Huw Peacock 65,51 m          | Matthew Bloxham 61,30 m   |
| Ostrava        | Pawel Fajdek 80,66 m    | Dilshod Nazarov 78,82 m      | Marcel Lomnický 77,48 m   |
| Dakar          | Pavel Bareisha 75,29 m  | Serghei Marghiev 75,13 m     | Yevhen Vynohradov 74,53 m |
| Eugene         | Pawel Fajdek 80,28 m    | Dilshod Nazarov 78,12 m      | Wojciech Nowicki 76,86 m  |
| Szczecin       | Pawel Fajdek 80,10 m    | Ashraf Amgad Elseify 77,43 m | Dilshod Nazarov 77,20 m   |
| Turku          | Pawel Fajdek 81,12 m    | Dilshod Nazarov 78,87 m      | Wojciech Nowicki 78,04 m  |
| Székesfehérvár | Pawel Fajdek 81,11 m    | Ashraf Amgad Elseify 76,59 m | Pavel Bareisha 75,29 m    |
| Rio de Janeiro | Dilshod Nazarov 78,68 m | Ivan Tsikhan 77,78 m         | Wojciech Nowicki 77,73 m  |

### Femmes
| Meeting               | Première                      | Deuxième                   | Troisième                |
| --------------------- | ----------------------------- | -------------------------- | ------------------------ |
| Kingston              | Gwen Berry 73,82 m            | Jeneva Stevens 71,06 m     | Sophie Hitchon 70,65 m   |
| Pékin                 | Zhang Wenxiu 75,58 m          | Zalina Marghieva 72,39 m   | Amber Campbell 72,12 m   |
| Ostrava               | Anita Wlodarczyk 78,54 m      | Wang Zheng 73,80 m         | Joanna Fiodorow 72,77 m  |
| Dakar                 | Zalina Marghieva 71,91 m      | Betty Heidler 71,40 m      | Hanna Skydan 70,48 m     |
| Szczecin              | Anita Wlodarczyk 79,61 m      | Sophie Hitchon 71,86 m     | Zalina Marghieva 71,83 m |
| São Bernardo do Campo | Jennifer Dahlgren 65,43 m     | Anna Paula Pereira 64,65 m | Johana Moreno 62,93 m    |
| Székesfehérvár        | Anita Wlodarczyk 78,10 m      | Hanna Skydan 71,69 m       | Betty Heidler 71,15 m    |
| Rio de Janeiro        | Anita Wlodarczyk 82,29 m (WR) | Zhang Wenxiu 76,75 m       | Sophie Hitchon 74,54 m   |

## Classement général
Pawel Fajdek et Anita Wlodarczyk réalisent pour la troisième fois un doublé polonais et remportent chacun les 30 000 $ de récompense. 
Wlodarczyk remporte pour la quatrième fois consécutive le challenge, avec un record du monde battu lors des Jeux olympiques. La Britannique Sophie Hitchon est deuxième avec une avance de 0,31 point sur la Moldave Zalina Marghieva.
Chez les hommes Pawel Fajdek et Dilshod Nazarov prennent les deux premières places tout comme en 2015, le troisième étant le médaillé de bronze de Rio de Janeiro, Wojciech Nowicki.

### Hommes
| Rang | Athlète              | Points |
| ---- | -------------------- | ------ |
| 1    | Pawel Fajdek         | 242,89 |
| 2    | Dilshod Nazarov      | 236,37 |
| 3    | Wojciech Nowicki     | 232,63 |
| 4    | Ashraf Amgad Elseify | 229,94 |
| 5    | Marcel Lomnický      | 229,72 |
| 6    | David Söderberg      | 227,96 |
| 7    | Serghei Marghiev     | 223,87 |
| 8    | Marco Lingua         | 223,21 |
| 9    | Krisztián Pars       | 218,48 |
| 10   | Kibwe Johnson        | 215,93 |
| 11   | Nick Miller          | 146,27 |

### Femmes
| Rang | Athlète             | Points |
| ---- | ------------------- | ------ |
| 1    | Anita Wlodarczyk    | 240,44 |
| 2    | Sophie Hitchon      | 218,11 |
| 3    | Zalina Petrivskaya  | 217,80 |
| 4    | Betty Heidler       | 217,52 |
| 5    | Amber Campbell      | 215,93 |
| 6    | Katerina Šafránková | 213,14 |
| 7    | Hanna Skydan        | 211,67 |
| 8    | Joanna Fiodorow     | 211,36 |
| 9    | Kathrin Klaas       | 209,60 |
| 10   | Amanda Bingson      | 199,48 |